# موقع الأرض في الكون
المعرفة الإنسانية حول موقع الأرض في الكون تعتمد على ملاحظات وأبحاث مرصدية حدثت بخلال 400 سنة وتوسعت بشكل كبير في القرن الأخير. في البداية، كان الظن أن الأرض هي محور الكون المؤلف من الكواكب التي يمكن أن ترى بالعين المجردة وتشكل كرات من نجوم محدودة العدد. وفي القرن السابع عشر، قبلت فكرة أن الشمس تقع في مجرة اسطوانية الشكل مؤلفة من مجموعة كبيرة من النجوم. في القرن العشرين، ومن خلال مراقبة السديم اللولبي، أكتشف أن مجرتنا هي واحدة من بلايين المجرات التي تتباعد عن بعضها تجتمع في عناقيد مجرية. في القرن الوحد والعشرين، أصبح الكون أكثر وضوحا إذ اكتشف أن يتألف من ألياف من فراغات كونية. وعليه، يعتبر الآن أن الكون بأجمعه يتألف من العناقيد المجرية الواسعة والألياف والفراغات الكونية وتشكل هيكليته الأساسية. وبالمقياس الكبير (1000 ميجافرسخ فلكي وأكثر) يصبح الكون متجانسا وتتألف كل أجزائه في المجمل من نفس الكثافة والتكوين والهيكيلية.
وبسبب لا محدودية حدود الكون إذ ليس له «مركز» أو «حافة»، لا يمكن تحديد مرجع واضح لموقع الأرض في الكون. لهذا يمكن اعتبار الكرة الأرضية هي مركز الكون المرئي إذ أن ما يمكن النظر إليه تحدده المسافة من الأرض. يمكن الإشارة لموقع الأرض بالنسبة لهياكل كونية تعتمد موازين متغيرة.

موقع الأرض في الكون المنظور.

| الأرض والكون | الأرض والكون                                                 | الأرض والكون | الأرض والكون                |
| المعلم | الحجم                                                        | ملاحظات | المصدر                      |
| --- | ------------------------------------------------------------ | --- | --------------------------- |
| الأرض | شعاعها: 12,700 كلم                                           | سكن الإنسان. | [ 6 ]                       |
| الفضاء الأرضي | ناحية الشمس: 63,000 كم؛ الناحية المبتعدة: 6,300,000 كم       | فضاء المجال المغنطيسي للأرض | [ 7 ]                       |
| مدار القمر | 770,000 كم                                                   | متوسط قطر المسافة مدار القمر حول الأرض | [ 8 ]                       |
| مدار الأرض | 300 مليون كم = 2 وحدة فلكية [a]                              | متوسط قطر مدار الأرض حول الشمس. يحتوي على الشمس وعطارد والمريخ | [ 9 ]                       |
| النظام الشمسي الداخلي | 6 وحدة فلكية                                                 | تحتوي على الشمس والكواكب الداخلية (عطارد، الزهراء، الأرض والمريخ) وحزام الكويكبات                                                                                                 | [ 10 ]                      |
| النظام الشمسي الخارجي | 60 وحدة فلكية                                                | يحيط المجموعة الشمسية الداخلية. يشمل الكواكب الخارجية (المشتري، زحل، أورانوس، نبتون)                                                                                              | [ 11 ]                      |
| حزام كايبر | 96 وحدة فلكية                                                | حزام من أجسام مجلدة تحيط المجموعة الشمسية الخارجية | [ 12 ]                      |
| الغلاف الشمسي | 160 وحدة فلكية                                               | المدى الأبعد للرياح الشمسية والمجال البين نجمي | [ 13 ] [ 14 ]               |
| الأقراص المتفرقة | 200 وحدة فلكية                                               | منطقة تبعثر أجسام باردة تحيط بحزام كايبر وتحتوي على النجم القزم إريس | [ 15 ]                      |
| سحابة أورط[b] | من 100,000 إلى 200,000 وحدة فلكية = من 2 إلى 4 سنة ضوئية [c] | قشرة كروية مؤلفة من تريليوم مذنب | [ 16 ]                      |
| النظام الشمسي | 4 سنوات ضوئية                                                | الشمس والنظام الكوكبي. هنا، تسود جاذبية النجوم المحيطة. | [ 17 ]                      |
| سحابة بين نجمية محلية | 30 سنة ضوئية                                                 | سحابة بين نجمية من الغاز تسبح بها الشمس وعدد من النجوم الأخرى.[d] | [ 18 ]                      |
| الفقاعة المحلية | بين 210 و815 سنة ضوئية                                       | تجويف في محيط البين نجمي التي تسير به حاليا الشمس وعدد من النجوم.[d] سببه مستعر أعظم سابق.                                                                                        | [ 19 ] [ 20 ]               |
| حزام غولد | 3,000 سنة ضوئية                                              | حلقة من نجوم جديدة تسبح بها الشمس.[d] | [ 21 ]                      |
| ذراع الجبار | 10,000 سنة ضوئية                                             | الذراع اللولبي لدرب التبانة التي تسبح به الشمس.[d] | [ 22 ]                      |
| مدار النظام الشمسي | 56,000 سنة ضوئية                                             | معدل قطر مدار النظام الشمسي بالنسبة لمركز المجرة. قطر مدار الشمس يصل لـ28 ألف سنة ضوئية، أي نصف المسافة لحافة المجرة. تصل فترة مدار واحد للنظام الشمسي من 225 إلى 250 مليون سنة.  | [ 23 ] [ 24 ]               |
| مجرة درب التبانة | 100,000 سنة ضوئية                                            | المجرة التي نعبش فيها. مؤلفة من 200 إلى 400 مليار نجمة ومليئة بمحيط البين نجوم؟                                                                                                   | [ 25 ] [ 26 ]               |
| مجموعة درب التبانة | 2.74 مليون سنة ضوئية = 0.84 ميغا فرسخ فلكي[e]                | درب التبانة والمجرات التابعة تحت تأثير جاذبيتها مثل قزم القوس والقزم الأصغر أورسا، والقزم الأكبر كانيس. المسافة المذكورة عي قطر مدار مجرة قزم تي الأسد، أبعد مجرة في درب التبانة. | [ 27 ]                      |
| المجموعة المحلية | 3 فرسخ فلكي                                                  | محموعة من 47 مجرة على الأقل أكبرها هي مجرة المرأة المتسلسلة ومجرة مسييه 33 والبقية هي مجرات أقزام.                                                                                | [ 28 ]                      |
| الصفيحة المحلية | 7 ميغا فرسخ فلكية                                            | مجموعة من المجرات التي تشمل المجموعة المحلية والتي تسير بنفس السرعة النسبية باتجاه مجموعة العذراء بعيدا عن الفراغ المحلي.                                                         | [ 29 ] [ 30 ]               |
| عنقود مجرات العذراء العظيم | 33 ميغا فرسخ فلكي                                            | عنقود مجرات عظيم الذي يشمل ورقتنا المحلية وحوالي 100 مجرة أخرى يتوسطها عنقود مجرات العذراء.                                                                                       | [ 31 ] [ 32 ]               |
| عنقود لانياكيا | 160 ميغا فرسخ فلكي                                           | مجموعة متعلقة عنقود مجري هائل الذي يشمل المجموعة المحلية ويتكون من 300 غلى 500 مجموعات مجرية تتمحور حول الجاذب العظيم في عنقود هايدر-سنتوريون العظيم.                             | [ 33 ] [ 34 ] [ 35 ] [ 36 ] |
| الكون المرئي | 28,000 ميجا فرسخ كوني                                        | الهيكل الكبير للكون والمؤلف من مئة بليون مجرة متراسة في ملايين العناقيد المجرية الهائلة والفتائل المجرية والفراغات الكونية والتي تظهر كرغوة هائلة التكوين؟                        | [ 37 ] [ 38 ]               |
| الكون | 28,000 ميجا فرسخ فلكي على الأقل                              | الكون الغير منظور يقع ما بعد الكون المرئي الذي لم يصلنا نوره بعد. لا نملك أي معلومات حوله. ويعتقد أنه يتبع نفس السنن الكونية وأنه يتألف من مجرات أخرى عديدة.                      |                             |
| a الوحدة الفلكية الواحدة هي المسافة بين الأرض والشمس والتي تصل إلى 150 مليون كلم. ومدار الأرض حول الشمس هو ضعف هذه المسافة أي 2 وحدة فلكية. b وجوده إفتراصي. c السنة الشمسية هي المسافة التي يقطعها الضوء خلال سنة واحدة والتي تعادل 9.46 تريليون كم أو 63,200 وحدة فلكية. d لا ترتبط الشمس بجاذبية أي هيكلية أكبر داخل المجرة. e الفرسخ الفلكي الواحد يعادل 3.26 مليون سنة ضوئية. |                                                              | |                             |